# Law and the City
Law and the City (en hangul, 서초동; en hanja, 瑞草동; romanización revisada, Seochodong; literalmente, «Seocho-dong») es una serie de televisión surcoreana, un drama legal en doce capítulos escrito por Lee Seung-hyun, dirigido por Park Seung-woo, y protagonizado por Lee Jong-suk, Moon Ga-young, Kang You-seok, Ryu Hye-young e Im Seong-jae. Se emite en tvN del 5 de julio al 10 de agosto de 2025, en horario de sábados y domingos a las 21:20 (KST). También está disponible en los servicios OTT Disney+ e iQiYi, entre otros.

## Sinopsis
La serie retrata la vida cotidiana, el crecimiento y las interacciones interpersonales de cinco jóvenes abogados empleados en varios bufetes que comparten un edificio en Seúl. Ahn Joo-hyung, Kang Hee-ji, Jo Chang-won, Bae Moon-jung y Kang Sang-ki son etiquetados como los cinco miembros de los Abogados Asociados Vengadores que comparten sus preciosos descansos para el almuerzo juntos y trabajan en la Ciudad Judicial de Seochodong. Aunque tienen diferentes estilos de trabajo, bufetes de abogados y carreras, son amigos que se reúnen en un restaurante y comen juntos. De ahí la importancia de las comidas, de cualquier cocina: coreana, china, japonesa u occidental. Todos comparten las preocupaciones e inquietudes de cada uno y se ayudan mutuamente cuando las cosas se ponen difíciles.

## Reparto

### Principal
- Lee Jong-suk como Ahn Joo-hyung, nacido en 1991, abogado asociado del bufete Kyungmin, con nueve años de experiencia. Trabaja en la séptima planta del edificio Hyungmin. En su trabajo, no le importa si usa hechos para lastimar a su cliente o si sus sentimientos son heridos. Mientras el juicio salga bien, basta. Las emociones solo causan ineficiencia. Nunca pensó que los abogados protegieran a los débiles, hicieran triunfar a la justicia o cambiaran el mundo. Es el más veterano del edificio en un mundo donde los cambios de trabajo son frecuentes, pero no se plantea abrir un bufete propio para aprovechar mejor su talento, quizá porque prefiere una vida más cómoda.[2][3]
- Moon Ga-young como Kang Hee-ji, nacida en 1993, abogada asociada del bufete Johwa. Trabaja en el octavo piso del edificio Hyungmin. Este es su primer año de abogada. Estudiante de piano, cambió a la abogacía cuando se sintió impotente para intervenir en un juicio que afectaba a su familia: como abogada, quiere proteger a las personas que ama. Cuando esntra a trabajar en Seocho-dong, se alegra al encontrar un nombre conocido, el de Joo-hyung, pero este se queda desconcertado al verla.[4][5][6]

- Kang You-seok como Jo Chang-won, nacido en 1990, abogado asociado del bufete Chunggong. Trabaja en la quinta planta del edificio Hyungmin y está en su cuarto año de abogacía. Siempre cambia de novia y es el mejor divirtiéndose. Es alguien que disfruta yendo al trabajo. Sin embargo, no es alguien que se pueda tomar a la ligera: sus óptimas calificaciones escolares le permitieron estudiar y graduarse en la Universidad Nacional de Seúl. Pese a todo, no se hizo abogado por ninguna razón grandiosa: realmente no sabe por qué razón fue.[7][8][9]

- Ryu Hye-young como Bae Moon-jung, nacida en 1990, abogada asociada del bufete Kyungmin. Trabaja en la séptima planta del edificio Hyungmin. Está en su octavo año como abogada. Retardataria crónica, aprobó el examen de abogada un año después que su compañero de clase Joo-hyung, precisamente porque llegó tarde a un examen de ética legal. Parece que siempre está leyendo comics o novelas web, o tomando una siesta en un sofá improvisado. Es realmente difícil verla trabajar duro excepto cuando está comiendo algo delicioso. Pero es un equívoco por el que ella misma se siente muy agraviada. Trabaja duro y se toma un breve descanso de 5 o 10 minutos, pero justo en ese momento, otras personas entran en su habitación. En todo caso, como parece hacer bien su trabajo, nadie puede decir nada.[10][11][12]

- Im Seong-jae como Ha Sang-gi, nacido en 1989, abogado asociado del bufete Hojeon. Trabaja en la sexta planta del edificio Hyungmin. Con cinco años de experiencia como abogado. Parece escuchar a todos (excepto a Chang-won), pero en realidad, no le importan mucho los asuntos de los demás. Se preocupa más por sí mismo, y por el dinero. Siempre está dispuesto a mostrar una sonrisa de vendedor, también conocida como «sonrisa capitalista», porque son ellos quienes le harán ganar dinero. Tiene un blog de restaurantes llamado Lawyer's Table y publica fielmente las comidas que disfruta en sus reuniones, con la esperanza de conseguir un pequeño patrocinio para el almuerzo.[13][14]

### Edificio Hyungmin
- Yeom Hye-ran como Kim Hyeong-min, la propietaria del edificio Hyungmin. Ha amasado una fortuna en los negocios y tiene incluso una fundación de becas a su nombre. Es una figura misteriosa para los inquilinos, porque nunca se deja ver, y ni siquiera los directores de los bufetes la han visto. Pero un día reúne a todos ellos y les hace una oferta irresistible.[15][16]

- Lee Seo-hwan como Seong Yu-deok, director ejecutivo del bufete Chunggong, empleado en Changwon. Trabaja en la quinta planta del edificio Hyungmin. Más hombre de negocios que abogado, no hay caso en Seocho-dong que no pueda tomar, siempre que haya dinero.[17]

- Kim Ji-hyun como Kim Ryu-jin, directora ejecutiva del bufete Hojeon. Trabaja en la sexta planta. De personalidad aguda,  no duda en plantar cara a los demás. Se encarga del trabajo con rapidez y se dedica a fondo al caso que acepta para ganarlo. Aunque sus objetivos son diferentes, la química entre Sang-gi y ella es buena por eso.[18]

- Park Hyung-soo como Na Kyung-min, director ejecutivo del bufete Kyungmin, donde trabajan Joo-hyung y Moon-jung. Trabaja en la séptima planta. Dado que abrió su propio bufete muy joven, sin haber trabajado nunca como asociado, no le interesan las preocupaciones ni las dificultades de los asociados. No se pregunta por qué Joo-hyung ha permanecido como abogado asociado durante nueve años, ni por qué Moon-jung, quien solo había trabajado como funcionaria pública y abogada interna, de repente se dedicó a litigios.[19]

- Jung Hye-young como Kang Jeong-yoon, directora ejecutiva del bufete Johwa y jefa de Hee-ji. Trabaja en la octava planta. Su actitud, básicamente amable y agradable, es su mayor virtud y la que la define en este campo. Reconoce que su trabajo se centra en las personas y la considera una colega y compañera de trabajo, pero su actitud como directora ejecutiva, que ocasionalmente muestra, es bastante diferente.[20]

### Apariciones especiales
- Kim Do-hoon como un abogado novato a quien abruma el experto Ahn Joo-hyung en un juicio (episodio 1).[21][22]
- Kim Kyung-nam como Yoo Dong-wook, el predecesor en el trabajo de Hee-ji (episodio 1).[23][24]

- Yoon Kyun-sang.[25]

## Producción
Law and the City es una producción de Chorokbaem Media, con la planificación de CJ ENM Studios, para tvN. Cuenta con el apoyo económico de la empresa financiera Shinhyup, cuyos productos recibirán publicidad en algunas escenas. Está escrita por Lee Seung-hyun, abogado en ejercicio, y dirigida por Park Seung-woo, conocido por haber dirigido anteriormente las series W (2016), Kairos (2020) y Adamas (2022).
Medios periodísticos surcoreanos publicaron en septiembre de 2024 que Lee Jong-suk tomaría parte en la serie, noticia que se confirmó a principios de noviembre. Ya había trabajado con el director Park Seung-woo ocho años antes en la serie W, por la que el actor recibió varios premios. El 4 de octubre se anunció también la participación de Moon Ga-young, confirmada por su agencia. A lo largo del mes se añadieron los nombres de Kang Yoo-seok, Ryu Hye-young e Im Sung-jae. El 21 de enero de 2025 un portavoz de Ace Factory confirmó que su representada Yeom Hye-ran aparecería en la serie. Las agencias de Park Hyung-soo y Kim Ji-hyun hicieron anuncios simlares el 4 y el 5 de junio respectivamente, a un mes del estreno.
El rodaje comenzó en diciembre de 2024. Algunas escenas se rodaron en Hong Kong en febrero de 2025, en el paseo marítimo de West Kowloon y en North Point, entre otras localizaciones.
El 5 de junio de 2025 el equipo de producción lanzó un vídeo y un cartel de avance de la serie. El 12 de junio Disney+ anunció el lanzamiento de Law and the City a partir del 5 de julio, y publicó el cartel principal, en el que aparecen los cinco protagonistas. El 2 de julio CJ ENM lanzó un nuevo vídeo, que muestra la rutina cotidiana de un abogado asociado y alguno de los aspectos menos positivos de este empleo.
El 1 de julio se celebró la conferencia de prensa para presentar la producción, en el hotel The Link Seoul, en Guro-gu, Seúl. Asistieron a ella el director Park Seung-woo y los actores Lee Jong-suk, Moon Ga-young, Kang Yoo-seok, Ryu Hye-young e Im Sung-jae. Cuando se le preguntó a Lee Jong-suk en esta ocasión por qué había elegido volver a televisión con esta obra, respondió: «cuando pensé en qué tipo de dramas no he hecho, pensé que no he hecho ningún drama agradable y cotidiano».

## Estreno y recepción
La serie se estrenó el sábado 5 de julio de 2025 simultáneamente en tvN y en Disney+. El primer episodio registró una audiencia del 4,6 % nacional y del 4,8 % para el área metropolitana de Seúl, según Nielsen Korea. El pico máximo fue del 5,4 % y 5,9 % respectivamente, y ocupó el primer lugar en la franja horaria entre los canales de cable y televisión terrestre. Tmbién fue la primera entre los espectadores masculinos y femeninos de entre 20 y 40 años, el público objetivo de tvN.

### Audiencia
| Temporada | Temporada | Episodio número | Episodio número | Episodio número | Episodio número | Episodio número | Episodio número | Episodio número | Episodio número | Episodio número | Episodio número | Episodio número | Episodio número | Promedio |
| Temporada | Temporada | 1               | 2               | 3               | 4               | 5               | 6               | 7               | 8               | 9               | 10              | 11              | 12              | Promedio |
| --------- | --------- | --------------- | --------------- | --------------- | --------------- | --------------- | --------------- | --------------- | --------------- | --------------- | --------------- | --------------- | --------------- | -------- |
|           | 1         | 1.155           | 1.281           | 1.108           | 1.472           | 1.346           | 1.486           | 1.331           | 1.309           | 1.338           | 1.524           | 1.570           | 1.760           | 1.391    |

| Episodio | Fecha de emisión     | Índices de audiencia (Nielsen Korea) | Índices de audiencia (Nielsen Korea) |
| Episodio | Fecha de emisión     | Nacional                             | Seúl                                 |
| --- | -------------------- | ------------------------------------ | ------------------------------------ |
| 1 | 5 de julio de 2025   | 4,614 % (1.ª)                        | 4,789 % (1.ª)                        |
| 2 | 6 de julio de 2025   | 5,086 % (1.ª)                        | 4,954 % (1.ª)                        |
| 3 | 12 de julio de 2025  | 4,411 % (1.ª)                        | 4,562 % (1.ª)                        |
| 4 | 13 de julio de 2025  | 5,599 % (1.ª)                        | 5,590 % (1.ª)                        |
| 5 | 19 de julio de 2025  | 5,386 % (1.ª)                        | 5,749 % (1.ª)                        |
| 6 | 20 de julio de 2025  | 6,111 % (1.ª)                        | 6,148 % (1.ª)                        |
| 7 | 26 de julio de 2025  | 5,693 % (1.ª)                        | 5,672 % (1.ª)                        |
| 8 | 27 de julio de 2025  | 5,782 % (1.ª)                        | 5,682 % (1.ª)                        |
| 9 | 2 de agosto de 2025  | 5,498 % (1.ª)                        | 5,788 % (1.ª)                        |
| 10 | 3 de agosto de 2025  | 6,058 % (1.ª)                        | 6,588 % (1.ª)                        |
| 11 | 9 de agosto de 2025  | 6,391 % (1.ª)                        | 6,592 % (1.ª)                        |
| 12 | 10 de agosto de 2025 | 7,705 % (1.ª)                        | 7,502 % (1.ª)                        |
| Promedio | Promedio             | 5,694 %                              | 5,801 %                              |
| - En la tabla superior, los números azules representan las calificaciones más bajas y los números rojos representan las más altas. - Esta serie se transmite en un canal de cable/televisión de pago, que normalmente tiene una audiencia menor respecto a las emisoras de televisión públicas/gratuitas (KBS, SBS, MBC y EBS). |                      |                                      |                                      |